# M'Par
Le M'Par ou Mpar (français : Cheval de Cayor) est une race de petit chevaux originaires de la région historique de Cayor au Sénégal, en Afrique de l'Ouest. Proche du Barbe dont il pourrait être issu, ce cheval est utilisé pour la traction agricole. Il est menacé de disparition, en raison de son assimilation par la race voisine du M'Bayar. Les effectifs de cette race locale sont cependant inconnus. 

## Histoire

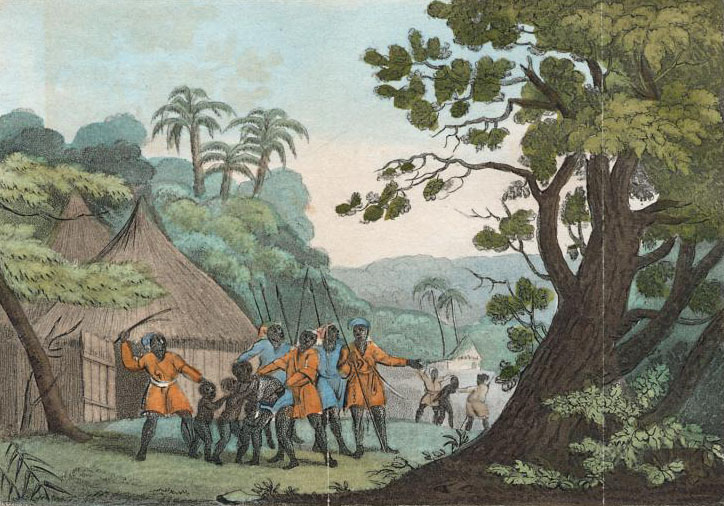
Village typique du Royaume du Cayor, en 1821.

Les origines du cheval au Sénégal ne sont pas documentées.  Selon certains auteurs, dont Georges Doutressoulle, le M'Par pourrait être une race autochtone ayant des origines anciennes dans la région. D'autres, comme René Larrat (1947), voient dans les chevaux du Sénégal les descendants de Barbes originaires du Maghreb, en Afrique du Nord. Quoi qu'il en soit, son berceau d'origine est le Cayor au Sénégal, en Afrique de l'Ouest, d'où son autre nom de Cayor, ou « Petit cheval de Cayor ». Le lieutenant de vaisseau M. Mage explique dans son récit de voyage au Soudan occidental avoir dû acheter en 1863 « deux petits chevaux du Cayor, maigres et blessés », pour 36 et 60 francs.
En 1996, le Sénégal compte environ 400 000 chevaux de toutes races, le plus important cheptel de tous les pays d’Afrique de l’Ouest. Il s'agit d'une augmentation substantielle par comparaison aux 216 000 signalés en 1978, et d'une augmentation beaucoup plus importante de la population après la Seconde Guerre mondiale, estimée à peine 30 000.
Le M'Par est progressivement assimilé (1996) à la population beaucoup plus nombreuse du M'Bayar, et risque de disparaître.

## Description
Il est le plus petit des quatre races de chevaux sénégalaises, les autres étant le M'Bayar, le Fleuve et le Foutanké.
La taille moyenne des mâles est de 1,30 m, pour une fourchette générale de 1,25 m à 1,35 m,. 

### Morphologie
Le M'Par est un petit cheval, ou un poney, évoquant le Barbe : l'encyclopédie de CAB International (2016) le classe parmi la famille du Barbe. Il est généralement de conformation jugée mauvaise, avec une tête lourde, un dos long, des jambes minces, une poitrine plate, et souvent avec une conformation défectueuse des jambes. Il est possible que cette morphologie résulte des conditions d'élevage et d'alimentation, les chevaux mieux nourris ayant une conformation plus harmonieuse.

### Robe
La robe est ordinairement baie, dans des nuances plus ou moins foncées, ou alezane, mais sa couleur peut varier.

### Tempérament et entretien
Il présente des qualités exceptionnelles d'endurance et de rusticité,.

## Utilisations
Les chevaux jouent un rôle important dans la vie sociale et économique du Sénégal. Le M'Par est utilisé comme cheval de traction, notamment agricole. En raison de sa petite taille, il ne peut tirer que des chariots légers et des fiacres. Il pourrait être utilisé comme cheval d'instruction auprès de jeunes cavaliers.

## Diffusion de l'élevage
Dans la base de données DAD-IS, le M'Par est indiqué comme race de chevaux localement adaptée au Sénégal, propre à l'ancienne région de Cayor, dont les effectifs ne sont pas connus. Les régions modernes correspondantes sont Louga et Thiès. En 2007, la FAO ne disposait pas de données permettant d'estimer l'état de conservation de la race M'Par. Il s'agit vraisemblablement d'une race locale.